# Pylaisiadelphaceae
Pylaisiadelphaceae, porodica pravih mahovina u redu Hypnales. Postoje tri priznata rodova

## Rodovi
1. Aptychellites Schäf.-Verw., Hedenäs, Ignatov & Heinrichs
2. Orientobryum H. Akiyama
3. Yakushimabryum H. Akiyama, Ying Chang, T. Yamag. & B.C. Tan